# Kerdasa
Kerdasa (arabiska: مركز كرداسة, är ett distrikt (kism) i västra Giza, Egypten och utgör den sydvästra delen av storstadsregion Kairo. Området är främst känt för sin textil- och vävindustri samt försäljning av handgjorda mattor, kläder och liknande textilier i klassisk egyptisk stil. Kerdasa och dess textilindustri etablerades i samband med den Egyptiska revolutionen 1952 och skapade en välmående industri i Kairos utkanter.
Området ligger mindre än 10 km från Kairo centrum och domineras av turismen och kommersen runt textilierna.